# منزل أخوند أبو
منزل أخوند أبو (بالفارسية: خانه آخوند ابو) هو منزل تاريخي يعود إلى عصر القاجاريون، ويقع في خرم أباد.